# Adnan Al-Kaissie
Adnan Bin Abdul Kareem Ahmed Alkaissy El Farthie , mejor conocido profesionalmente como Adnan Al-Kaissie (1 de marzo de 1939 - 6 de septiembre de 2023), fue un ex luchador profesional iraquí y Manager más conocido como Adnan Al-Kaissey, Billy White Wolf o General Adnan. En 1971 derrotó a André the Giant en el estadio Al-Shaab de Bagdad, bajo los auspicios de su antiguo amigo en la escuela secundaria Saddam Hussein. Compitió en la World Wide Wrestling Federation (WWWF). El 7 de diciembre de 1976, ganó el Campeonato Mundial en Parejas de la WWWF con Chief Jay Strongbow.
En 1981, Adnan Al-Kaissie se unió a la American Wrestling Association (AWA), en 1990 se unió a la World Wrestling Federation (WWF antes WWWF), donde dirigió a Sgt. Slaughter bajo el nombre de "General Adnan". Compitió en SummerSlam 1991 con sus socios el Sargento Slaughter y el Coronel Mustafa en un Handicap Match con Sid Justice como árbitro  especial contra Hulk Hogan y The Ultimate Warrior.

## Primeros años
Adnan Al-Kaissy nació como Adnan Bin Abdulkareem Ahmed Al-kaissy El Farthie en Bagdad, Irak. Según su autobiografía, provenía de una familia bastante distinguida, siendo su padre un imán (predicador musulmán). Uno de sus compañeros de secundaria fue Saddam Hussein. Tuvo una carrera de lucha libre amateur en Irak y asistió a la Universidad Estatal de Oklahoma.

## Carrera

### Carrera Temprana
Al-Kaissy comenzó a luchar en el estado de Oklahoma en 1959 bajo el nombre "Adnan Kaissey".
Kassey luchó para Pacific Northwest Wrestling en la década de 1960 y en la World Wide Wrestling Federation en la década de 1970 bajo el Gimmick del nativo americano Billy White Wolf y ganó los títulos mundiales de parejas con Chief Jay Strongbow. Al necesitar una cirugía de cuello, Kassey acordó trabajar un ángulo de lesión en el que Ken Patera le rompió el cuello a través de un Swinging Neckbreaker en televisión. Después de que dejó el territorio para su cirugía de cuello, los 'indios' fueron despojados de sus títulos. No regresaría hasta principios de la década de 1990, usando su nombre real, como Manager.
En 1967, Adnan, que se había casado con una mujer estadounidense, se convirtió en ciudadano de los Estados Unidos.
Durante la década de 1970, llevó la lucha libre profesional a Irak bajo la dirección de Saddam Hussein. En uno de esos partidos, derrotó a André the Giant en Bagdad y derrotó al escocés Ian Campbell y al campeón canadiense George Gordienko en Bagdad. En 1978, luchó en Hawái y fue el maestro del "Indian Death Match" hasta que su archirrival, Tor Kamata, lo derrotó. Poco después, regresó brevemente a Irak con la intención de introducir la lucha libre profesional. Para entonces, su antiguo compañero de clase, Saddam, gobernaba el país. Según su propio relato, fue un momento difícil, porque aunque Kaissey era muy popular y tuvo cierto éxito en la introducción de la lucha libre profesional en Irak, Saddam ya se estaba volviendo paranoico acerca de los posibles rivales, y veía a Kaissey bajo esta luz. Kaissey huyó a Estados Unidos y nunca regresó, aunque mantuvo contacto con su familia en Bagdad.

### New Japan Pro-Wrestling y Florida (1974–1981)
En 1974, Adnan debutó en New Japan Pro-Wrestling como el jeque de los Sheiks of Baghdad, se asoció con Nikolai Volkoff y trataron de ganar los Campeonatos Norteamericanos de Parejas de la NWA, pero fracasaron después de perder una lucha 2 Out Of 3 Falls contra Antonio Inoki y Seiji Sakaguchi en el Gimnasio de la Prefectura de Aichi en Aichi, Japón. Más tarde se peleó con gente como Antonio Inoki, Seiji Sakaguchi, Kantaro Hoshino, Osamu Kido Y Haruka Eigen. Después de dejar la NJPW, Adnan regresó a los Estados Unidos, donde luchó en la promoción Championship Wrestling From Florida de Eddie Graham con su nombre real.

### American Wrestling Association (1981–1989)
En 1981, con las tensiones entre Estados Unidos y Medio Oriente, debutó en la American Wrestling Association como "Sheik Adnan El Kaissey", donde su objetivo declarado era ganar el Título de la AWA del campeón Nick Bockwinkel. Fracasó en esa tarea, por lo que luego reclutó a Jerry Blackwell, que ahora vestía un traje de jeque y le cambió el nombre a Sheik Ayatollah Jerry Blackwell, para que se uniera a él para tratar de ganar los títulos de parejas de la AWA. Eso también falló, por lo que Adnan compró a Ken Patera del manager Bobby Heenan para formar equipo con Blackwell, y Adnan actuaría como el manager de Blackwell y Patera. El equipo de Blackwell y Patera capturó los Títulos Mundiales de Parejas de AWA de manos de Greg Gagne y Jim Brunzell. Adnan tuvo que dejar de luchar cuando se lesionó, que es la verdadera razón por la que Patera se incorporó al equipo con Blackwell. El 23 de abril de 1983, en el AWA Super Sunday, se asoció con Blackwell en un combate por equipos contra Verne Gagne y Mad Dog Vachon, que perdieron. En 1986 en WrestleRock perdió ante Verne Gagne en una jaula de acero; luego se asoció con Boris Zhukov en una lucha por equipos contra The Midnight Rockers (Marty Jannetty y Shawn Michaels). Más tarde, Kassie dejó la AWA, pero regresó el 26 de noviembre de 1988, en una lucha en Bloomington, Minnesota, cuando dirigió a The Iron Sheik (a quien también dirigiría más tarde en la WWF) en un partido contra el Sargento Slaughter.

### World Wrestling Federation (1990–1992)
En la World Wrestling Federation, durante el verano de 1990, se alió con el Sargento Slaughter como "General Adnan", y lo dirigió durante su Gimmick pro iraquí en una pelea con Hulk Hogan y The Ultimate Warrior. Durante esta disputa, Slaughter ganó el Título de la WWF frente a Warrior en Royal Rumble de 1991, y lo perdió un par de meses después ante Hogan en WrestleMania VII.
Luego, a la pareja se unió el antiguo némesis de Slaughter, The Iron Sheik, que fue reempaquetado como Coronel Mustafa, para formar el Triángulo del Terror. Adnan también encabezó SummerSlam 1991 con Slaughter y Mustafa contra Hogan y Warrior. Durante la preparación para Survivor Series 1990, la WWE mostró lo que, según ellos, eran "fotos secretas clasificadas publicadas por el Pentágono / CIA" que mostraban al general Adnan con Saddam Hussein. Después de que Slaughter se volviera face, Adnan continuó dirigiendo al Coronel Mustafa hasta que dejó la WWF poco después de Royal Rumble 1992.

### Carrera Posterior
Después de WWF, se unió a la American Wrestling Federation (AWF), donde dirigió "The Rat Pack" de Bob Orton Jr, Mr. Hughes y Manny Fernandez. También dirigió a Hércules Hernández.
Anteriormente dirigió su propia empresa, World All-Star Wrestling Alliance, de la que era copropietario con Ken Patera.
El 22 de noviembre de 2006, apareció en Hannity & Colmes de Fox News Channel describiendo sus encuentros con un joven Saddam Hussein. Adnan falleció el 6 de septiembre de 2023, a la edad de 84 años.

## Autobiografía
El 30 de junio de 2005, Triumph Books publicó sus memorias en The Sheik of Baghdad: Tales of Celebrity and Terror from Pro Wrestling's General Adnan.

## En Otros Medios
Al-Kaissie también aparece como un personaje jugable en WWE 2K15, en donde aparece como un personaje descargable como parte del DLC "Path of the Warrior". Apareció Una vez más como un personaje jugable en WWE 2K16.

## En lucha
Movimientos Finales
- Abdominal Stretch
- Billy White Driver/Wolf Driver (Powerbomb o un Piledriver)

 Movimientos de Firma
- Double Axe Handle
- Indian Deathlock
- Sleeper Hold

- Luchadores dirigidos
- Abdullah the Butcher
- Alexis Smirnoff
- Bob Orton Jr.
- Bobby Duncum
- Boris Zhukov
- Chris Markoff
- Col. Mustafa
- Hercules Hernandez
- Ivan Koloff
- Jerry Blackwell
- Jonnie Stewart
- Judy Martin
- Kamala
- Ken Patera
- King Kong Brody
- King Tonga
- Kokina Maximus
- Leilani Kai
- Luke Graham
- Masked Superstar
- Mr. Hughes
- Mr. Saito
- Nord the Barbarian
- Sgt. Slaughter
- Soldat Ustinov
- "Superstar" Billy Graham
- Teijho Khan

## Campeonatos y logros
- NWA Mid-Pacific Promotions
  - NWA United States Heavyweight Championship (1 vez)
  - NWA Hawaii Tag Team Championship (1 vez) - Peter Maivia

- Pacific Northwest Wrestling
  - NWA Pacific Northwest Heavyweight Championship (2 veces)
  - NWA Pacific Northwest Tag Team Championship (4 veces) - Shag Thomas, Pepper Martin, Bearcat Wright  & Johnny War Eagle)

- Southwest Sports, Inc.
  - NWA Texas Heavyweight Championship (1 vez)
  - NWA World Tag Team Championship (1 vez) - Hogan Wharton

- World Championship Wrestling (Australia)
  - IWA World Heavyweight Championship (1 vez)
  - IWA World Tag Team Championship (2 vez) - Mario Milano & Tex McKenzie

- World Wrestling Federation
  - WWF World Tag Team Championship (1 vez) - Jay Strongbow